# STS–33
Az STS–33 jelű küldetés az amerikai űrrepülőgép-program 32., a Discovery űrrepülőgép 9. repülése.

## Küldetés
Az Amerikai Védelmi Minisztérium (DoD) megbízásából indított 5. Space Shuttle repülés.

## Jellemzői
A beépített kanadai Canadarm (RMS) manipulátor kart 50 méter kinyúlást biztosított (műholdak indítás/elfogása, külső munkák [kutatás, szerelések], hővédőpajzs külső ellenőrzése) a műszaki szolgálat teljesítéséhez. Harmadik éjszakai indítású Space Shuttle küldetés. Frederick Gregory lett az első afroamerikai űrhajó parancsnok. Feladat végrehajtás érdekében az űrrepülőgép négy alkalommal hajtott végre pályakorrekciós műveletet.

### Első nap
Technikai akadályok miatt a tervezett november 20. helyett, 1989. november 23-án a szilárd hajtóanyagú gyorsítórakéták, Solid Rocket Booster(SRB) segítségével Floridából, a Cape Canaveral (KSC) Kennedy Űrközpontból, a LC39–B (LC–Launch Complex) jelű indítóállványról emelkedett a magasba. Az orbitális pályája 88,7 perces, 28,5 fokos hajlásszögű, elliptikus pálya perigeuma 207 kilométer, az apogeuma 214 kilométer volt. Lszálló tömeg 88 125 kilogramm. Szállított hasznos teher felszálláskor/leszállásnál 21 000 kilogramm

## Hasznos teher
- Az US Air Force Maui Optikai Station (AMOS) optikai megfigyelést hajtott végre, amikor áthaladt Hawaii felett.
- Több technikai és egyéb, meghatározott kutatási, kísérleti programot is végrehajtottak.

### Műhold
A tehertérben rögzített kommunikációs műholdakat a Canadarm (RMS) manipulátor kar segítségével pályairányba állították. A műhold pályairányba állítását követően az űrrepülőgép 13-16 kilométerre eltávolodott. A műholdat a 60 perc múlva, automatikusan induló PAM–D főmotor sikeresen geoszinkron pályába emelte.

#### USA 48
Gyártotta TRW (USA). Szolgáltatásait felhasználta a Nemzeti Felderítő Hivatal (NRO), a Központi Hírszerző Ügynökség (CIA), valamint az US Air Force (USAF). Az objektum megnevezései: "Big Ear," USA 8/Magnum 2/Oroin 2. Kódjele: SSC 20355. Az USA 8 manőverező üzemanyaga kifogyott, helyette helyezték pályába.
Harmadik generációs Magnum/Orion típusú Magnum ELINT (elektronikus INTtelligence) 
űreszköz. Katonai kommunikációs műhold, feladata elektronikus felderítés. Szállítás közben hengerre feltekert antennájának kinyitott állapotbeli átmérője 80 méter. Rádióinformáció áramlások észlelésére érzékeny. Az orbitális egység pályája 1436,04 perces, 5,7 fokos hajlásszögű, elliptikus pálya perigeuma 34 563 kilométer, az apogeuma 37 008 kilométer volt. Hasznos tömege 4000 kilogramm. Várható élettartama korlátlan (!), aktív szolgálati ideje 5-7 év. Az űreszköz energia ellátását kettő napelem panel biztosítja, éjszakai (földárnyék) energiaellátását (kémiai) akkumulátor biztosítja.
Előző űreszköz az USA 47 (1989-085A), következő űreszköz az USA 49 (1989-097A).

#### Ötödik nap
1989. november 28-án Kaliforniában az Edwards légitámaszponton (AFB) szállt le. Összesen 5 napot, 00 órát, 6 percet és 48 másodpercet töltött a világűrben. 3 400 000 kilométert (2 100 000 mérföldet) repült, 79 alkalommal kerülte meg a Földet. Egy különlegesen kialakított Boeing 747 tetején december 4-én visszatért kiinduló bázisára.

## Személyzet
(zárójelben a repülések száma az STS–33 jelű küldetéssel együtt)
- Frederick Gregory (2), parancsnok
- John Elmer Blaha (2), pilóta
- Story Musgrave (3), küldetésfelelős
- Manley Carter(1), küldetésfelelős
- Kathryn Thornton (1), küldetésfelelős

### Visszatérő személyzet
- Frederick Drew Gregory (2), parancsnok
- John Elmer Blaha (2), pilóta
- Franklin Story Musgrave (3), küldetésfelelős
- Manley Carter (1), küldetésfelelős
- Kathryn Thornton (1), küldetésfelelős